# Bdelyrus genieri
Bdelyrus genieri (лат.) — вид пластинчатоусых жуков рода Bdelyrus из подсемейства скарабеины (Scarabaeinae). Неотропика: Эквадор. Вид назван в честь коллектора типовой серии Francois Genier.

## Описание
Длина тела от 6,89 до 8,14 мм, ширина от 3,65 до 4,07 мм. Глаза крупные, межглазничное расстояние равно шести диаметрам глаз; клипеус окаймлённый. Основная окраска тела коричневато-чёрная, блестящая. Навозный жук, населяет низинные и предгорные вечнозелёные тропические леса Амазонии на высотах от 240 до 1100 м. Встречается в январе, мае, июне, июле, августе, сентябре, октябре и декабре. Усики с 3-члениковой булавой. Задние голени с одной вершинной шпорой. Вид был впервые описан в 1998 году канадским энтомологом Джойсом Куком (Joyce Cook, North Augusta, Онтарио, Канада) по материалам, собранным в Эквадоре.